# Comitatul Harnett, Carolina de Nord
Comitatul Harnett este unul din cele 100 de comitate ale statului  Carolina de Nord,  Statele Unite ale Americii.  Fondat în 1855, comitatul își are sediul la Lillington.  Prescurtarea sa literală este HT - NC, ier codul său FIPS este 37 - 085 Arhivat în 7 iunie 2011, la Wayback Machine.).